# Challenger de Koblenz
El Koblenz Open es un torneo profesional de tenis. Pertenece al ATP Challenger Tour. Se juega sobre pistas dura, en Coblenza, Alemania, desde 2017.

## Palmarés

### Individuales
| Año  | Campeón         | Finalista               | Resultado         |
| ---- | --------------- | ----------------------- | ----------------- |
| 2017 | Ruben Bemelmans | Nils Langer             | 6-4, 3-6, 7-60    |
| 2018 | Mats Moraing    | Kenny de Schepper       | 6–2, 6–1          |
| 2019 | Gianluca Mager  | Roberto Ortega Olmedo   | 2–6, 7–6 (6), 6–2 |
| 2020 | Tomáš Macháč    | Botic van de Zandschulp | 6–3, 4–6, 6–3     |
| 2021 | No celebrado    | No celebrado            | No celebrado      |
| 2022 | No celebrado    | No celebrado            | No celebrado      |
| 2023 | Roman Safiullin | Vasek Pospisil          | 6–2, 7–5          |
| 2024 | Jurij Rodionov  | Brandon Nakashima       | 6–7(7), 6–1, 6–2  |

### Dobles
| Año  | Campeones                               | Finalistas                        | Resultado             |
| ---- | --------------------------------------- | --------------------------------- | --------------------- |
| 2017 | Hans Podlipnik Andrei Vasilevski        | Roman Jebavý Lukáš Rosol          | 7-5, 3-6, [16-14]     |
| 2018 | Romain Arneodo Tristan-Samuel Weissborn | Sander Arends Antonio Šančić      | 6–7(4–7), 7–5, [10–6] |
| 2019 | Zdeněk Kolář Adam Pavlásek              | Jürgen Melzer Filip Polášek       | 6–3, 6–4              |
| 2020 | Sander Arends David Pel                 | Julian Lenz Yannick Maden         | 7–6(4), 7–6(3)        |
| 2021 | No celebrado                            | No celebrado                      | No celebrado          |
| 2022 | No celebrado                            | No celebrado                      | No celebrado          |
| 2023 | Fabian Fallert Hendrik Jebens           | Jonathan Eysseric Denys Molchanov | 7–6(2), 6–3           |
| 2024 | Sander Arends Sem Verbeek               | Jakob Schnaitter Mark Wallner     | 6–4, 6–2              |